# Catedral basílica de San Miguel (Toronto)
La catedral de San Miguel (en inglés: St. Michael's Cathedral) es la iglesia catedral de la Arquidiócesis de Toronto, Canadá, y una de las iglesias más antiguas de la ciudad. Se encuentra en el 200 de la calle Church en el distrito Garden de Toronto. San Miguel fue diseñada por William Thomas , quien estuvo a cargo de otras ocho iglesias de la ciudad, y fue financiado principalmente por los inmigrantes irlandeses que residen en la zona. La Catedral tiene una capacidad de 1600 feligreses.
El 7 de abril de 1845, comenzó la construcción de la catedral de San Miguel de Toronto y el Palacio Episcopal, con una rectoría de tres pisos al lado de la catedral neogótica . Ambos edificios fueron diseñados por William Thomas 1799-1860. El 8 de mayo de 1845, el obispo Michael Power puso la primera piedra para la catedral en la diócesis de cuatro años de antigüedad. El 29 de septiembre de 1848, la Catedral fue consagrada. La Catedral fue dedicada el 29 de agosto de 1848 a San Miguel Arcángel. El campanario de setenta y nueve metros, que contiene dos campanas, fue consagrado en 1866. 